# Lindsay e Crouse
Lindsay e Crouse, ou Lindsay and Crouse no original, era o time de escritores de Howard Lindsay e Russel Crouse, que ficaram famosos por sua colaboração em uma série de musicais e comédias da Broadway. Seu primeiro trabalho conjunto foi reescrever o libreto de Anything Goes, que se tornou um grande sucesso e foi reapresentado várias vezes.

## Trabalho conjunto
Eles escreveram a peça Life with Father, que estreou em 1939 e foi estrelada por Lindsay e sua esposa Dorothy Stickney. Ela ficou em cartaz por muitos anos, tornando-se um recorde de permanência em cartaz na Broadway entre as peças que não eram musicais.
Eles escreveram o livreto de The Sound of Music.
Outros trabalhos foram os libretos para o musical de Cole Porter chamado Red Hot and Blue, o musical de Irving Berlin chamado Call Me Madam, e a produção da peça Arsenic and Old Lace. Seu último trabalho conjunto foi o musical de Irving Berling de 1962, chamado Mr. President.
Além de escrever libretos para shows da Broadway, eles também eram "médicos de shows": pediam que ajudassem a melhorar shows para a Broadway. Eles assistiam ensaios do show a ser melhorado, em geral fora dos teatros comuns. Então auxiliavam ao diretor e ao autor a melhorar o script do show.